# Dopisy o vzájemném uznání
Dopisy o vzájemném uznání (anglicky: Israel-Palestine Liberation Organization letters of recognition) byla série oficiálních dopisů o uznání mezi izraelskou vládou v čele s premiérem Jicchakem Rabinem a předsedou Organizace pro osvobození Palestiny (OOP) Jásirem Arafatem, které se datují k 9. září 1993. Obsahovaly podstatné pasáže, v nichž OOP uznala právo Izraele na existenci a staly se jakousi preambulí Deklarace principů přechodné samosprávy (Dohod z Osla) z 13. září 1993.

## Tři dopisy

### 1: Dopis od Jásira Arafata premiérovi Rabinovi
9. září 1993
Jicchak Rabin
Premiér Státu Izrael
Pane premiére,
podepsání Deklarace principů znamená novou éru... Rád bych potvrdil následující závazek OOP: OOP uznává právo Státu Izrael na existenci v míru a bezpečí. OOP akceptuje rezoluci RB OSN č.242 a č.338. OOP se sama zavázala ... k mírovému vyřešení konfliktu mezi oběma stranami a k prohlášení, že všechny nevyřešené sporné otázky týkající se permanentního statutu budou vyřešeny prostřednictvím jednání... OOP se zříká použití terorismu a dalších násilných metod a přebírá odpovědnost nad všemi částmi OOP i jednotlivci, aby zajistila jejich souhlas, zabránila násilnostem a potrestala ty, kdo je vyvolávají... OOP potvrzuje, že ty části Palestinské národní charty, které popírají právo Izraele na existenci a ta ustanovení, která jsou v rozporu s prohlášeními tohoto dopisu, jsou nyní neúčinná a nejsou nadále platná. Proto OOP zaručuje podstoupení této otázky Palestinské národní radě pro formální schválení a nezbytné změny týkající se Palestinské národní charty.
S úctou,
Jásir Arafat.
Předseda: Organizace pro osvobození Palestiny.

### 2: Dopis od předsedy Arafata norskému ministru zahraničí
9. září 1993
Jeho excelence: Johan Jorgen Holst
Ministr zahraničních věcí Norska
Vážený ministře Holste,
rád bych potvrdil, že podepsáním Deklarace principů se OOP odhodlala a vyzvala palestinský lid na Západním břehu Jordánu a v Pásmu Gazy, aby se zúčastnil kroků vedoucích k normalizaci životů, odmítnutí násilí a terorismu, přispění k míru a stabilitě a k aktivní účasti na rekonstrukci, ekonomickém vývoji a kooperaci.
S úctou,
Jásir Arafat
Předseda: Organizace pro osvobození Palestiny.

### 3: Dopis od premiéra Rabina předsedovi Jásiru Arafatovi
9. září 1993
Jásir Arafat
Předseda: Organizace pro osvobození Palestiny.
Pane předsedo,
v odpovědi na váš dopis z 9. září 1993 a ve světle závazku OOP obsažených ve vašem dopise, bych chtěl potvrdit, že vláda Státu Izrael se rozhodla uznat OOP jako zástupce palestinského lidu a zahájit jednání s OOP o blízkovýchodním mírovém procesu.
Jicchak Rabin
Premiér Státu Izrael